# Tanishaa Mukerji

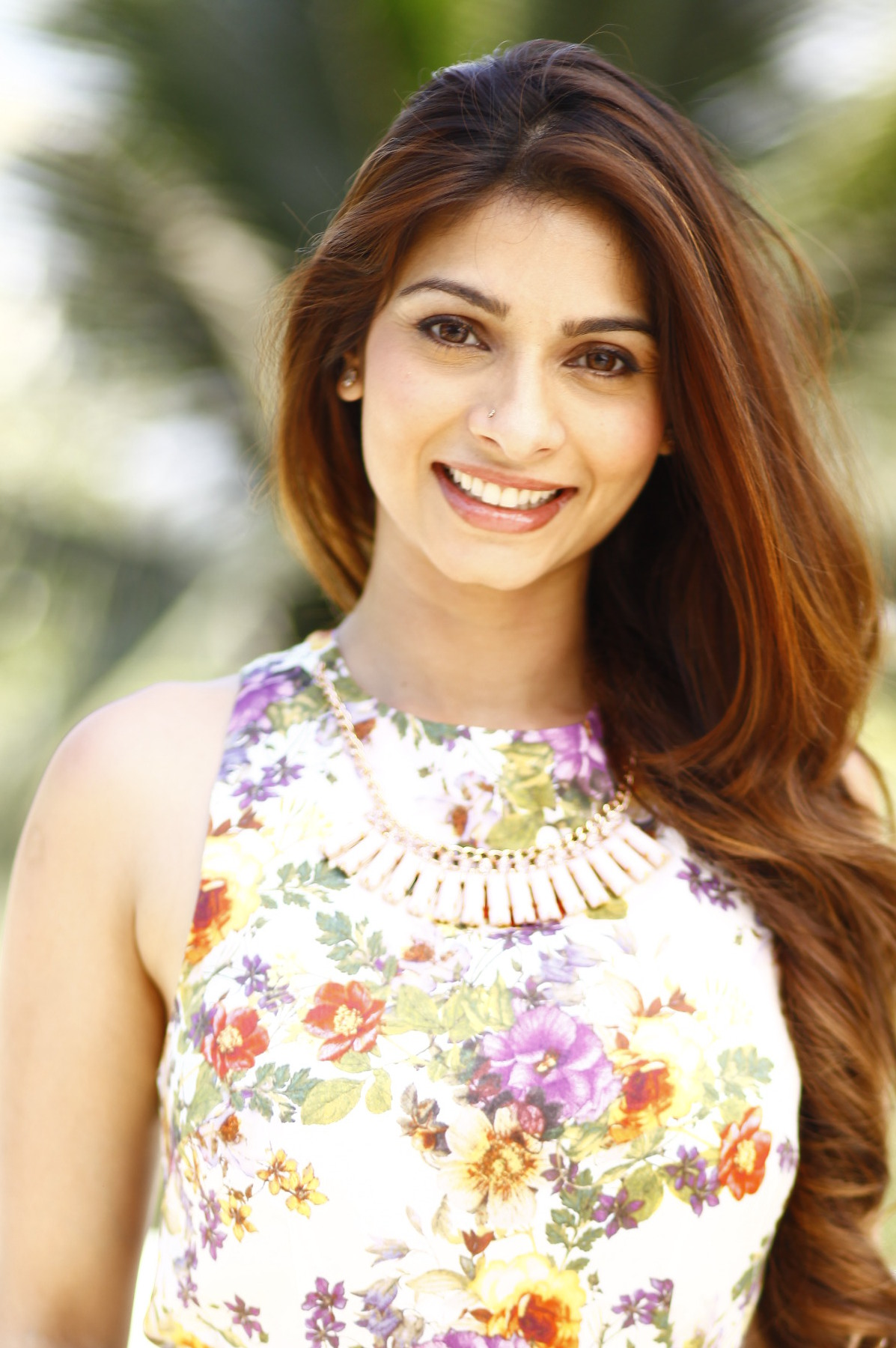
Tanishaa Mukerji (2014)

Tanishaa Mukerji (Bengalisch: তানিশা মুখার্জি, Tāniśā Mukhārji; * 3. März 1978 in Mumbai, Indien) ist eine Bollywoodschauspielerin.

## Biografie
Tanishaas Familie ist schon seit einigen Generationen in der Filmindustrie tätig. Ihre Urgroßmutter Rattan Bai war Schauspielerin, danach ihre Großmutter Shobhna Samarth. Auch ihre marathische Mutter Tanuja und ihre Tante Nutan waren vor allem in den 1960er Jahren angesehene Schauspielerinnen. Tanishaas bengalischer Vater Shomu Mukherjee war Produzent. Ihre Schwester ist die bekannte Schauspielerin Kajol. Ihr Cousin ist der Regisseur Ayan Mukherjee und ebenso ist ihre Cousine zweiten Grades Rani Mukerji in der Filmindustrie als Schauspielerin tätig.

### Karriere
Ihren ersten Hit landete sie in Ram Gopal Varmas Film Sarkar.

## Filmografie
- 2003: Sssshhh
- 2004: Popcorn Khao Mast Ho Jao
- 2005: Tango Charlie
- 2005: Sarkar
- 2005: Neal N Nikki
- 2007: Unnale Unnale
- 2008: One, two, three
- 2008: Kantri
- 2008: Sarkar Raj
- 2010: Tum Milo Toh Sahi
- 2010: Mukti
- 2011: Be Careful